# David Helliwell
David Leedom Helliwell (26. juli 1935 - 30. december 1993) var en canadisk roer fra Vancouver.
Helliwell var med i Canadas otter, der vandt sølv ved OL 1956 i Melbourne, kun besejret i finalen af USA. Australien sikrede sig bronzemedaljerne. Besætningen i canadiernes båd blev desuden udgjort af Bill McKerlich, Richard McClure, Robert Wilson, Philip Kueber, Donald Pretty, Douglas McDonald, Lawrence West og styrmand Carlton Ogawa.
Helliwell var, ligesom de øvrige medlemmer af canadiernes 1956-otter, studerende ved University of British Columbia i Vancouver.

## OL-medaljer
- 1956:  Sølv i otter